# Zagórze (powiat przeworski)
Zagórze – wieś w Polsce położona w województwie podkarpackim, w powiecie przeworskim, w gminie Jawornik Polski.
W latach 1975–1998 miejscowość należała administracyjnie do województwa przemyskiego.

## Części wsi
| SIMC    | Nazwa          | Rodzaj    |
| ------- | -------------- | --------- |
| 0604181 | Chałupki       | część wsi |
| 0604198 | Pod Grabnikiem | część wsi |
| -\|06   | Świtałówka     | część wsi |
| 0604212 | Zalesie        | część wsi |

## Historia
Z 1428 pochodzą wzmianki o Zagórzu. Południowo-zachodnia część wsi zwana jest Turaczynem lub Wolą Turaczynską. Nazwa Turaczyn wywodzi się od nazwy rzeczki Turzy Potok poch. od Tura lub Turków nad rzeką obozujących (1531). Rzeka ta wypływa z lasów zagórskich i wpada do Mleczki.
W Zagórzu mieścił się również folwark umiejscowiony na terenie dzisiejszej Medynii Kańczuckiej, lecz w 1888 roku, gdy wieś jeszcze nie istniała został rozparcelowany. Zamieszkała tu ludność pochodząca z Medynii Łańcuckiej, przejęła ziemię i tym samym stworzyła nową miejscowość. Na łamach wieków XIX i XX utworzona została wieś Medynia Kańczucka. Z dawnych zapisków możemy przeczytać: "Historia tej miejscowości zaczęła się około 1888 roku w karczmie żydowskiej stojącej nad stawem na gruncie Kuźniara w Medyni Łańcuckiej.
Wśród zbierającego się tam chłopstwa był nauczyciel Antonii Mędrala, który uczył trudnej sztuki czytania. Jednego wieczoru opowiedział, że wyczytał w gazecie ogłoszenie o parcelacji folwarku Zagórze koło Kańczugi. Zainteresowani tym ludzie wysłali delegację do Zagórza i właściciela Hoczowskiego. Po powrocie z delegacji rozpoczęto werbunek chętnych do wyjazdu na ziemie „obiecane". Wiele rodzin powędrowało tam mimo trudnych warunków gospodarczych jakie tam panowały."
Do 1484 wieś należała do Koniecpolskich, a potem Kmitów pod nazwą Zagórze. W XIX w. należała do hrabiów Scipio del Campo i Świtałówka do Świtalskich (rodziny Kazimierza Świtalskiego). Właścicielami dóbr tabularnych byli: Karolina Prek (1855), potem jej spadkobiercy (1868), Zdzisław Zaklika (1872), Stefan Prek (1886). Według stanu z 1890 Zagórze posiadała Maria Hoszowska, Zagórze II posiadał Karl hr. Scipio, a Zagórze II Fromerówka posiadał Naftali Fromer. Potem właścicielem ponownie był Stefan Prek (1897), Karol hr. Scipio 1904, 1905). Według stanu z 1914, 1918 dobra ziemskie w Zagórzu były rozparcelowane.
Administracyjnie część Zagórza przysiółek Świtałowka podlegała pod Łopuszkę Wielką a teraz należy do gminy Jawornik Polski.
Pod względem przynależności w administracji Kościoła katolickiego do 31 października 1919 roku wieś należała do parafii rzymskokatolickiej w Pantalowicach, a od 1 listopada 1919 roku należy do parafii pw. św. Katarzyny Aleksandryjskiej w Manasterzu.
W miejscowości znajduje się zalew wśród pagórkowatych lasów, złoża alabastru i cenne źródła.

## Osoby związane
Duchowni rzymskokatoliccy pochodzący z Zagórza
- o. Roman Zając OMI (ur. 1911, prezbiterat - 1935, zm. 1989) - duszpasterz, więzień lubelskiego zamku (1939-1940);
- o. Serafin Stanisław Potoczny OFM (ur. 1912, prezbiterat - 1938, zm. 1984) - kapłan bernardyński, wieloletni duszpasterz w Wielkiej Brytanii;
- ks. Mieczysław Hałys (ur. 1949, prezbiterat - 1973) - kapłan diecezji przemyskiej;
- ks. Wojciech Hałys (ur. 1955, prezbiterat - 1980) - kapłan (archi-) diecezji lubelskiej, duszpasterz w Niemczech;
- ks. Andrzej Motyka (ur. 1963, prezbiterat - 1988) - kapłan diecezji przemyskiej i diecezji rzeszowskiej, wykładowca w Wyższym Seminarium Duchownym w Rzeszowie, dyrektor Archiwum Diecezjalnego w Rzeszowie, katecheta rzeszowskich szkół średnich, postulator diecezjalny procesu kanonizacyjnego bł. ks. Władysława Findysza, publicysta;
- ks. Krzysztof Zawada MS (ur. 1968, prezbiterat - 1995, zm. 2005) - duszpasterz w saletyńskich ośrodkach w Polsce i Czechach[17].

Z Zagórzem związany jest prof. Augustyn Kołcz (zm. w 1968), wykładowca. Grób jego znajduje się w Manasterzu. Jego ojciec Michał Kołcz był legionistą i walczył w 1920.